# Spyridon Gianniotis
Spyridon "Spyros" Gianniotis (em grego:  Σπυρίδων "Σπύρος" Γιαννιώτης; Liverpool, 19 de fevereiro de 1980) é um maratonista aquático grego, medalhista olímpico.

## Carreira

### Rio 2016
Gianniotis competiu nos 10 km em águas abertas masculino da natação nos Jogos Olímpicos de Verão de 2016, conquistando a medalha de prata. Ele ficou em segundo lugar com o mesmo tempo do medalhista de ouro, o neerlandês Ferry Weertman, onde a prova foi desempatada após a análise do photo finish.